# 大崎汽船
大崎汽船株式会社（おおさききせん）は、広島県竹原市港町に本社を置く海運会社。
2008年8月20日に、国土交通省から船員労働災害防止優良事業者（一般型1級）の認定を受けている。

## 航路

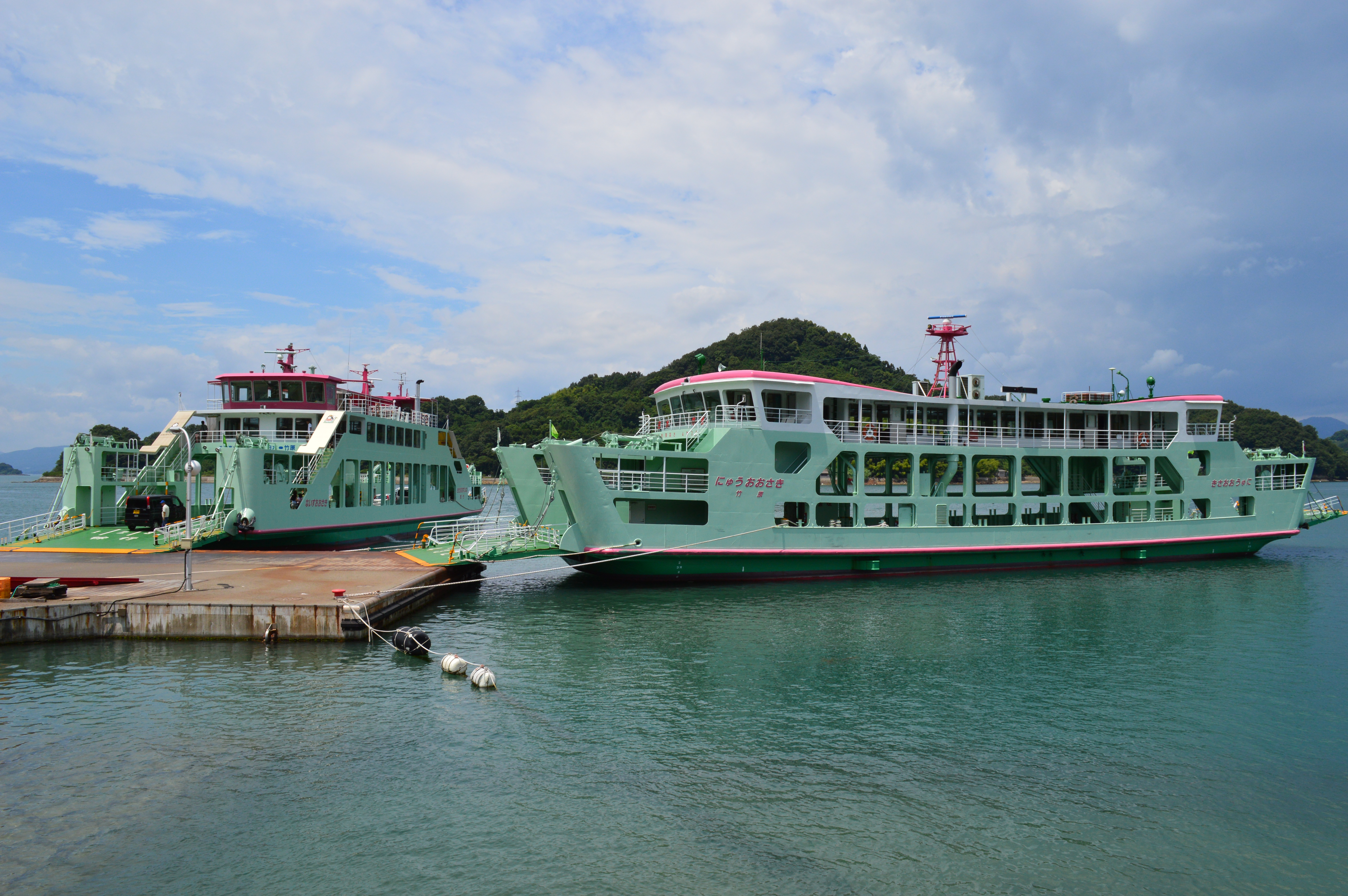
「にゅうおおさき」と「ないすおおさき」

竹原港と大崎上島へのカーフェリーを山陽商船と共同運航しており、乗船券や領収書には運航会社名ではなく「大崎フェリー同盟」と表示される。
フェリー
- 竹原港 - 垂水港（大崎上島町）17便
- 竹原港 - 白水港（大崎上島町）15便

白水港 → 竹原港便のうち2便は垂水港にも寄港する（垂水港に寄港する竹原→白水便はない）。

## 船舶

### 就航中の船舶

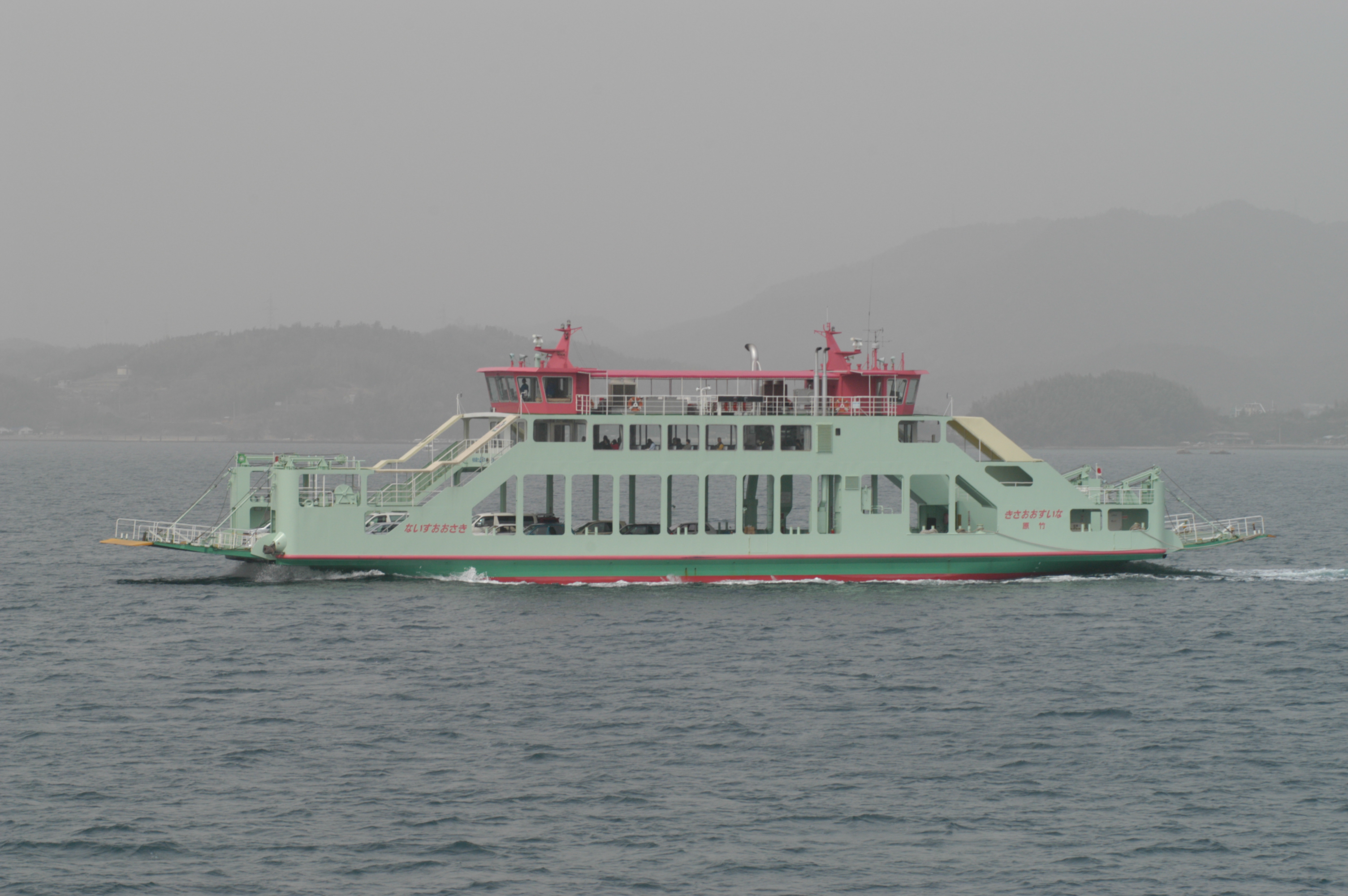
ないすおおさき

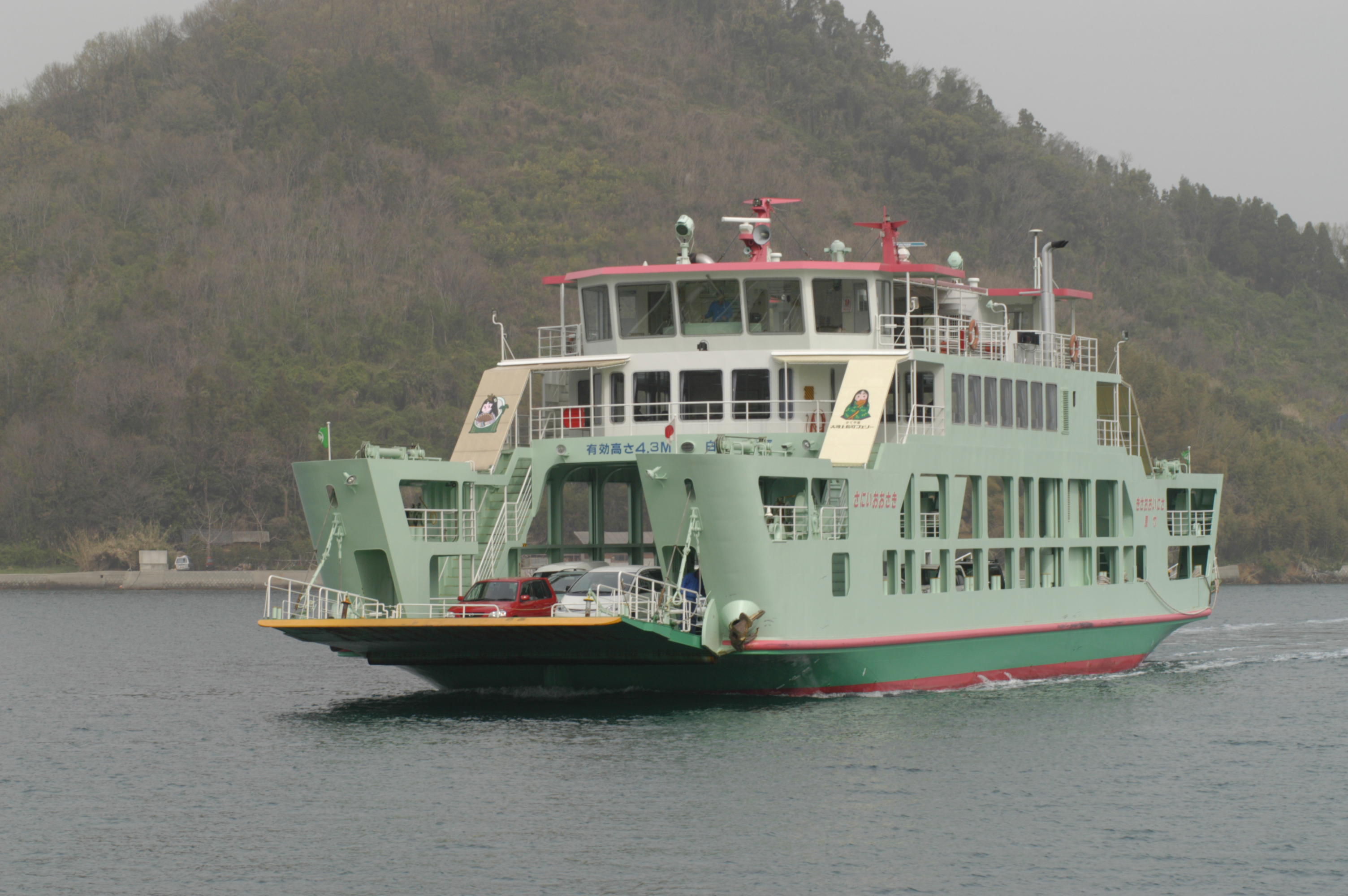
さにいおおさき

- エースおおさき

2016年6月進水、松浦造船所建造（第603番船）、377総トン
- ないすおおさき

1998年5月進水、松浦造船所建造（第527番船）
392総トン、全長47.30m、型幅10.50m、型深さ3.85m、ディーゼル1基、機関出力1,800PS、航海速力11.8ノット、旅客定員300名
- さにいおおさき[3]

1995年7月進水、川本造船所建造（第136番船）
385総トン、全長47.90m、型幅11.00m、型深さ3.90m、ディーゼル1基、機関出力1,800PS、航海速力12.1ノット、旅客定員300名、8tトラック6台

### 過去の船舶
- かみしま[4]

1970年6月進水、木曽積造船建造、引退後、三光汽船に売船。
165.22総トン、全長32.50m、型幅7.80m、型深さ2.48m、ディーゼル1基、機関出力500ps、航海速力12ノット、旅客定員96名
- おおさき[6] (初代)

1970年5月竣工、備南船舶工業建造。もと防予汽船「第五おおしま」。引退後、瀬戸田フェリー他(三原観光汽船)に売船、「ふでかげ」に改名。
181.94総トン、全長35.00m、型幅7.80m、型深さ2.80m、ディーゼル1基、機関出力500ps、航海速力11.81ノット、旅客定員200名
- ニューおおさき[4]

1977年4月進水、川本造船所建造、1990年6月売却、三原観光汽船「フェリーすなみ」を経て美咲海送「第二フェリー美咲」となる
191.65総トン、全長39.00m、型幅8.60m、型深さ3.00m、ディーゼル1基、機関出力750PS、航海速力11.0ノット、旅客定員200名
- ペアーおおさき[4]

1981年9月進水、川本造船所建造（第87番船）、1995年10月売却、三原海陸運輸「幸運丸」となる
198.11総トン、全長40.80m、型幅8.60m、型深さ2.99m、ディーゼル1基、機関出力900PS、航海速力11.6ノット、旅客定員200名
- おおさき[3] (2代)

1986年1月進水、川本造船所建造、1998年6月売却、能美町交通局「ビューティーのうみ」に改名
435総トン、全長46.25m、型幅9.50m、型深さ3.60m、ディーゼル1基、機関出力1,400ps、航海速力11.5ノット、旅客定員300名、8tトラック6台
- にゅうおおさき[3]

1990年6月進水、川本造船所建造、2016年7月売却
424総トン、全長46.25m、型幅9.50m、型深さ3.60m、ディーゼル1基、機関出力1,400ps、航海速力11.50ノット、旅客定員300名、8tトラック6台